# Marisca Overtoom
Marisca Overtoom (* 31. Juli 1994) ist eine niederländische Fußballschiedsrichterin.
Overtoom leitet seit der Saison 2020/21 Spiele in der Eredivisie.
Seit 2021 steht sie auf der Liste der FIFA-Schiedsrichter und leitet internationale Fußballspiele. Sie gehört zur Gruppe der UEFA-Second-Category-Schiedsrichterinnen, der dritthöchsten Schiedsrichterinnen-Kategorie.
Ihre Geschwister sind die Schiedsrichterassistentin Franca Overtoom (* 1991) und der Fußballspieler Willie Overtoom (* 1986). 2020 gewann sie mit ihrer Schwester und weiteren Familienangehörigen The Voice Family 2020 in den Niederlanden.